# Гиппопотомонстросескипедалофобия
Гиппопотомонстросескипедалофобия, или сескипедалофобия (sesquipedālis с лат. — «очень длинный», φόβος с др.-греч. — «страх») — гипотетический патологический страх длинных и сложных слов.

## Название
Официально не признается Американской психологической ассоциацией как разновидность фобии.
На популярность этого явления довольно большое влияние оказало самое его полное название — гиппопотомонстросескипедалофобия, которое может быть мемом, словом-новообразованием или шуткой. Возможно, было специально создано для развлечения, что и обусловило обретение им популярности, в частности в материале автора независимой студенческой газеты Университета Саймона Фрейзера (Канада) Макса Хилла (англ. Max Hill) указывается, что префиксы с упоминаниями «гиппопотама» и «монстра» были выбраны специально для усиления эмоций, внося только сатирически-иронический характер. Ключевой компонент термина — sesquipedal- — обозначает множественность слогов, однако предшествующие ему корни присоединены вопреки языковым правилам и общая структура слова, согласно этимологу Филипу Деркину, редактору Оксфордского словаря английского языка, представляет собой «издевательство над больным».

## Признаки
В психологии рассматривается как иррациональный, интенсивный и постоянный страх к сложным или длинным словам, и это наиболее распространено среди детей и подростков.
По утверждению практикующего каталонского психолога и автора нескольких книг по популярной психологии Хавьера Савина Валльве (кат. Javier Savin Vallvé), у тех лиц, которые участвуют, например, в академических разговорах, беседах, где употребляются сложные, длинные или редкие слова, может возникнуть нервозность и даже чувство отвращения. Такие люди испытывают страх не только произнести, но и услышать/прочесть такие слова. Внешнее проявление страха характерно и похоже на симптомы панических атак, то есть может возникать одышка, ускоряться сердцебиение, выступать пот, возникать тошнота и т. д., и проявляться даже в случае, когда человек видит длинное слово. В таком случае люди стараются избежать чтения для того, чтобы им не пришлось сталкиваться с длинными словами, которые вызывают у них эту панику. Считается[кем?], что это может перерасти в библиофобию — страх перед книгами.
Основные признаки:
- иррациональный и постоянный страх перед длинными словами;
- избежание чтения из-за страха;
- физические признаки паники, такие как тремор, потливость, головокружение и обморок, сухость во рту, головная боль, невозможность читать и проблемы с дыханием.